# Rhadinella hannsteini
Espèce
Synonymes
- Trimetopon hannsteini Stuart, 1949
- Rhadinaea hannsteini (Stuart, 1949)

Statut de conservation UICN

 DD  : Données insuffisantes
Rhadinella hannsteini  est une espèce de serpents de la famille des Dipsadidae.

## Répartition
Cette espèce se rencontre dans le sud-est du Mexique et au Guatemala.

## Description
L'holotype de Rhadinella hannsteini mesure 324 mm dont 92 mm pour la queue.

## Étymologie
Cette espèce est nommée en l'honneur de Walter Hannstein, un ami de l'auteur.

## Publication originale
- Stuart, 1949 : A new Trimetopon (Ophidia) from Guatemala. Proceedings of the Biological Society of Washington, vol. 62, p. 165-168 (texte intégral).